# 潘盖翁
潘盖翁（希臘語：Παγγαίο）是希腊东马其顿和色雷斯大区卡瓦拉专区的市镇，行政中心为埃莱夫塞鲁波利斯镇。市镇面积为701.4平方公里，2021年人口数量为29,508人。
现今范围的市镇设立于2011年地方政府改革中，由原5个市镇合并而成，原市镇则成为此市镇的5个市区。潘盖翁市区（即原潘盖翁市镇）的面积为79.634平方公里，2021年人口数量为3,452人。市镇名字源自潘蓋翁山。